# Krueng Manyang
Krueng Manyang is een bestuurslaag in het regentschap Aceh Utara van de provincie Atjeh, Indonesië. Krueng Manyang telt 625 inwoners (volkstelling 2010).